# Tulostoma helanshanense
Tulostoma helanshanense es una especie de hongo del género Tulostoma, de la familia Agaricaceae, orden Agaricales. Fue descrita por B. Liu, Z.Y. Li & Du.

## Distribución
Se distribuye por China.